# 둥간족
둥간족(중국어: 東干族, 병음: dōng gān zú, 키릴 문자: Дунгане)은 구 소련 내에 거주하던 중국 후이족 계통 무슬림 집단을 가리키는 민족 분류이다. 이들은 스스로를 단순히 후이족(중국어: 回族, 병음: Huízú, 둥간어: Хуэйзў 후에이추[xwɛitsu])이라 부른다.
이들은 소련 지역 중 특히 카자흐스탄, 키르기스스탄에 주로 분포하였다.

## 같이 보기
- 둥간어
- 카라콜